# Cratojoppa ornaticeps
Cratojoppa ornaticeps är en stekelart som beskrevs av Cameron 1907. Cratojoppa ornaticeps ingår i släktet Cratojoppa och familjen brokparasitsteklar. Inga underarter finns listade i Catalogue of Life.